# Првенство Југославије у хазени за жене
Првенство Југославије у хазени за жене први пут је одржано 1925. у Краљевини Југославији, и одржавало се са прекидима до почетка Другог светског рата. Први победник је београдски БСК, а највише успеха имала је Конкордија из Загреба.

## Списак победника
- 1925. БСК
- 1927. Конкордија
- 1928. СССК Марибор
- 1931. Конкордија
- 1932. Конкордија
- 1933. Конкордија
- 1934. Конкордија
- 1935. СК Викторија из Славонског Брода
- 1936. Конкордија
- 1938. ХАШК